# Однозернянка дикая
Однозерня́нка ди́кая, или Пшеница беоти́йская, или тауда́р (лат. Triticum boeoticum) —  вид злаков из рода пшеницы, дико произрастающий на Юго-востоке Европы, в Малой и Передней Азии, вид близкородственный древнейшему культурному растению — пшенице однозернянке (Triticum monococcum).
Вид внесён в красные книги Республики Крым и города Севастополь.

## Описание
Растение сильно кустистое, молодые проростки стелющиеся, с взрослением коленчато приподнимаются. В высоту достигает 40—100 см, в благоприятных условиях выше. Побеги тёмно-зелёного цвета. Соломина тонкая, но прочная и упругая, не полегающая. Узлы на соломине опушённые, зачастую фиолетового цвета. Листья узкие (7—13 мм), средней длины (14—27 см), тёмно-зелёного окраса щетинисто-опушённые. Колосья длиной 5—12 см, плоские. При созревании спонтанно распадаются на колоски. Колоски с одной или двумя остями.
Зёрна с высокой стекловидностью, обычно красного цвета, реже зелёного (белые не встречаются), 1000 штук весят 16—27 грамм.

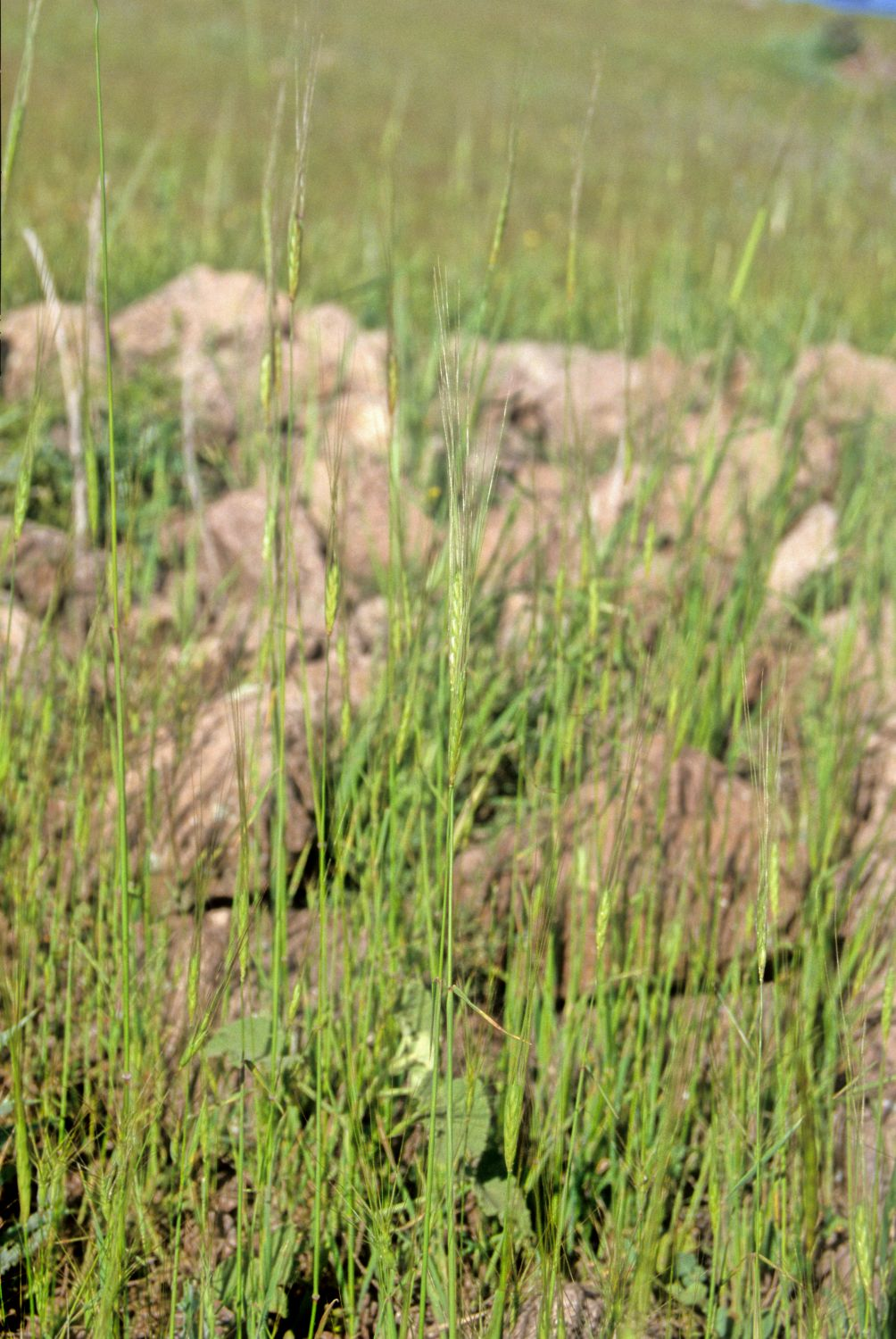
Triticum boeoticum на склонах Карадага, Караман, Турция

## Ареал
Одноостые  формы беотийской пшеницы распространены на Балканском полуострове в Греции и Болгарии, встречаются в отдельных районах Армении и Азербайджана, есть сведения о наличии вида в Иране, Ираке, Сирии и Иордании. Сведения о находках в Грузии и Испании не подтвердились.  
На Крымском полуострове популяция вида представлена сильно рассеяно и в некоторые периоды времени считалась утраченной.
Двуостые формы чаще встречаются на территории Армении и Азербайджана, а также — Ирана, Ирака и Сирии, реже на Балканах, широко в Малой Азии за исключением лесистой зоны Северной Анатолии.

## Систематика
Систематическое положение вида, как и однозернянок (Monococcon) в целом, всегда вызывало споры среди ботаников, согласие у специалистов окончательно не достигнуто и до последнего времени. Линк выделял дикорастущие однозернянки в отдельный род Crithodium, Серенж, напротив, отнёс культурные однозернянки в самостоятельный род Nivieria. Одно время преобладало мнение, что целесообразно объединить все известные однозернянки в один вид  Triticum monococcum, при этом ряд авторов выделял представителей диких популяций во внутривидовые группировки, другие проводили внутривидовые разграничения только по морфологическим признакам.   
Первоначально под Triticum boeoticum Boiss. автором понималась только одноостая дикая форма, двуостые при этом но относил к Triticum thaoudar.
В текущем понимании вид объединяет дикие формы и содержит две морфологически отличные разновидности.

## Таксономия
Triticum boeoticum Boiss., Diagnoses Plantarum Orientalium Novarum, ser. 1, 13: 69. 1854.
Тип описан из Греции (ном Беотия).

### Разновидности
- Triticum boeoticum var. helenae (Flaksb.) Grossh., Trudy Bot. Inst. (Baku) 8: 350. 1939.
- Triticum boeoticum var. larionovi (Flaksb.) Grossh., Trudy Bot. Inst. (Baku) 8: 350. 1939.

### Синонимы
- Crithodium aegilopoides Link, Linnaea 9: 132. 1834.
- Aegilops crithodium Steud., Syn. Pl. Glumac. 1: 355. 1854.
- Triticum aegilopoides (Link) Balansa ex Körn., Handb. Getried. 1: 109. 1885.
- Triticum thaoudar Reut. ex Hausskn., Mitth. Thüring. Bot. Vereins n.f., 13-14: 66. 1899.
- Triticum monococcum var. boeoticum (Boiss.) Kneuck., Allg. Bot. Z. Syst. 9: 34. 1903.
- Triticum monococcum var. thaoudar (Reut. ex Hausskn.) Flaksb., Trudy Byuro Prikl. Bot. 6: 673. 1913.
- Triticum monococcum subsp. thaoudar (Hausskn.) Flaksb., Trudy Byuro Prikl. Bot. 6: 673. 1913.
- Triticum monococcum subsp. aegilopoides (Link) Thell., Naturwiss. Wochenschr. n.f., 17: 470. 1918.
- Triticum monococcum var. boeoticum (Boiss.) Stranski,  Izv. Bulg. Bot. Druzh. 3: 222. 1929.
- Triticum monococcum subsp. boeoticum (Boiss.) Hayek, Repert. Spec. Nov. Regni Veg. Beih. 30(3): 228. 1932.
- Triticum thaoudar (Hausskn.) Jakubz., Trudy Prikl. Bot., Ser. 5, Zernov Kul't. 1: 172. 1932.
- Triticum spontaneum subsp. aegilopoides (Link) Flaksb., Cult. Fl. SSSR 1(33): 339 1935.
- Triticum spontaneum subsp. thaouar Flaksb., Cult. Fl. SSSR 1(33): 339 1935.
- Triticum jerevanii Thumanjan, Dokl. Akad. Nauk S.S.S.R. 16: 334. 1937.
- Triticum boeoticum subsp. aegilopoides (Link) Grossh., Trudy Bot. Inst. (Baku) 8: 350. 1939.
- Triticum boeoticum subsp. thaoudar (Hausskn.) Grossh.,  Fl. Kavkaza (ed. 2) 1: 350. 1939.
- Triticum monococcum subsp. boeoticum (Boiss.) Á.Löve & D.Löve, Bot. Not. 114(1): 49. 1961.
- Triticum monococcum subsp. thaoudar (Reut. ex Hausskn.) Zhuk.,  Bot. Zhurn. (Moscow & Leningrad) 53: 442. 1968.
- Triticum monococcum subsp. boeoticum (Boiss.) C.Yen,  Acta Phytotax. Sin. 21(3): 292. 1983.
- Crithodium monococcum subsp. aegilopoides (Link) Á.Löve, Feddes Repert. 95: 490. 1984.
- Crithodium jerevanii (Thum.) Á.Löve, Feddes Repert. 95: 491. 1984.
- Triticum boeoticum var. subaznaburticum K.Hammer & Filat., Genet. Resources Crop Evol. 44(4): 286. 1997.
- Triticum boeoticum var. subbuluchevskajae K.Hammer & Filat., Genet. Resources Crop Evol. 44(4): 288. 1997.
- Triticum boeoticum var. sublarionovii K.Hammer & Filat., Genet. Resources Crop Evol. 44(4): 288. 1997.
- Triticum boeoticum var. viridialbinigrescens K.Hammer & Filat., Genet. Resources Crop Evol. 44(4): 288. 1997.
- Triticum boeoticum var. viridihaussknechtii K.Hammer & Filat., Genet. Resources Crop Evol. 44(4): 288. 1997.
- Triticum boeoticum var. viridinigrireuteri K.Hammer & Filat., Genet. Resources Crop Evol. 44(4): 288. 1997.